# ATP Challenger Goiânia
Der ATP Challenger Goiânia (offiziell: Goiânia Challenger) war ein Tennisturnier, das 1989 einmal in Goiânia, Brasilien, stattfand. Es gehörte zur ATP Challenger Tour und wurde im Freien auf Sand gespielt.

## Liste der Sieger

### Einzel
| Jahr | Sieger         | Finalgegner | Ergebnis      |
| ---- | -------------- | ----------- | ------------- |
| 1989 | Daniel Orsanic | Juan Pino   | 6:1, 3:6, 6:3 |

### Doppel
| Jahr | Sieger                           | Finalgegner                | Ergebnis |
| ---- | -------------------------------- | -------------------------- | -------- |
| 1989 | Alexandre Hocevar Marcos Hocevar | Otavio Della Kevin Lubbers | 6:2, 6:2 |